# الحصيوة (الرقة)
الحصيوة قرية سورية تتبع ناحية السبخة في منطقة مركز الرقة في محافظة الرقة. بلغ عدد سكانها 794 نسمة في عام 2004 حسب إحصاء المكتب المركزي للإحصاء.